# Henny Waljus

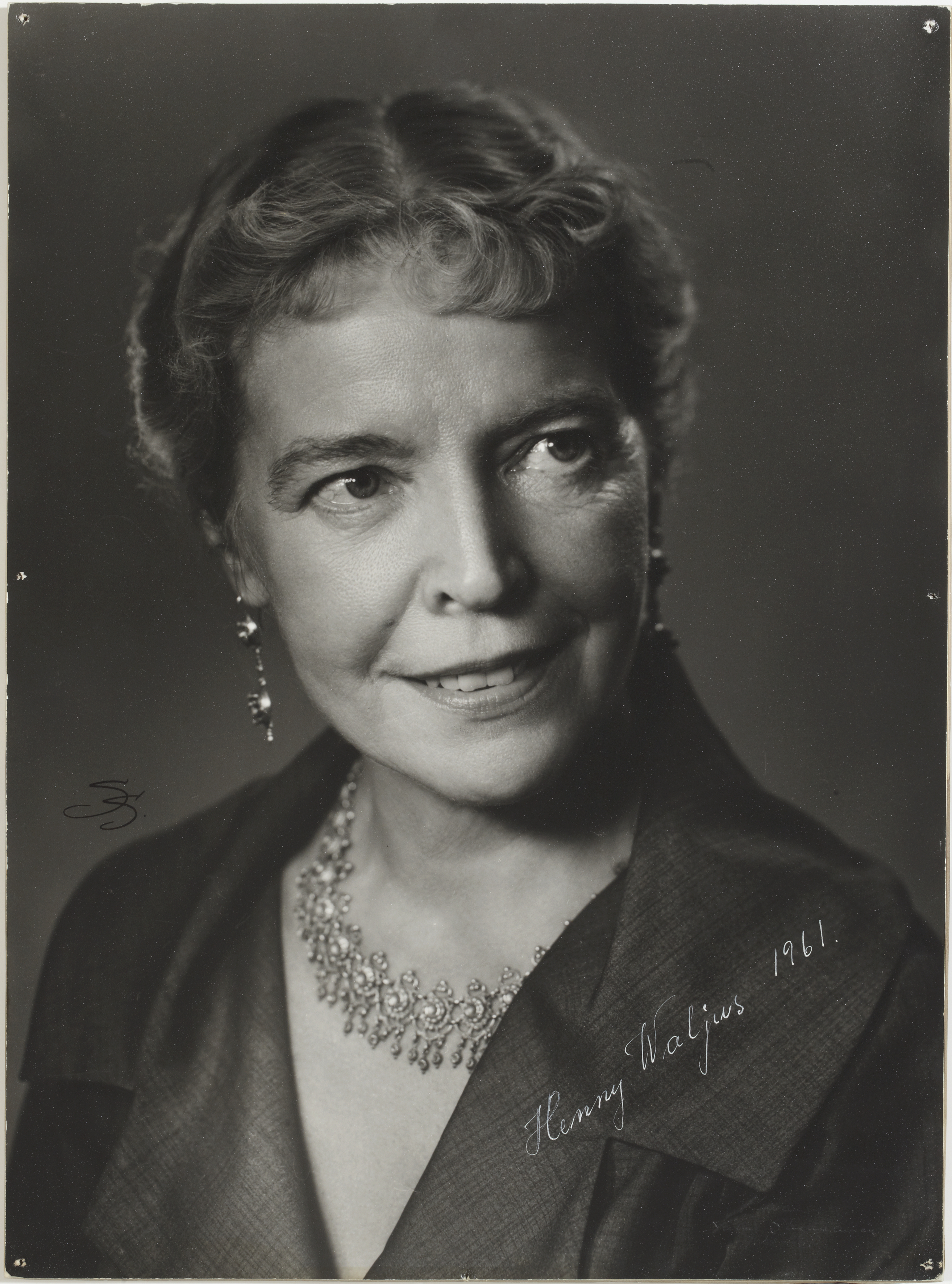
Henny Waljus.

Henriikka (Henny) Waljus, född 15 september 1906 i Polvijärvi, död 29 maj 1991 i Helsingfors, var en finländsk skådespelare. 
Waljus började sin bana som dansös och artist vid Viipurin näyttämö i Viborg 1926–1930 och var 1930–1977 engagerad vid Finlands nationalteater i Helsingfors, där hon slog igenom som Fanny i Marcel Pagnols Marius. Samma livfulla friskhet och omedelbarhet utvecklade hon i många andra ungflicksroller, till exempel som Maiju i Minna Canths Papin perhe och som Pirkko i Canths Anna-Liisa, men framför allt i Shakespearerollerna Beatrice i Mycket väsen för ingenting och Rosalind i Som ni behagar. Som Hedvig i Vildanden gav hon uttryck åt brådmogenhet och tragik. I Katri Bergboms Anu och Mikko roade hon med sin genuina karelska dialekt. Hennes späda gestalt var som skapad för Viktorias roll i En drottnings ungflicksår, där hon både frispråkig och skygg utvecklade en träffsäker ageringskonst. Som Moster Mella i Seere Salminens Bakom skvallerspegeln var hon en äkta gammal ungmö med hjärtlighet och ödmjukhet, en roll som hon spelade över hundra gånger. Hon tilldelades Pro Finlandia-medaljen 1958.